# 日曜☆特バン
『日曜☆特バン』（にちようとくばん）は、1976年10月17日から1980年3月23日までTBS系列局（一部の系列局を除く）が編成していたTBS製作の単発特別番組枠である。編成時間は毎週日曜 20:00 - 20:55 （日本標準時）。

## 概要
ドキュメンタリー・報道・バラエティなど、硬軟取り混ぜた内容の単発番組を放送した。

## 放送された番組
ヒットTVマンガ20年シリーズ
- 一番の常連企画で、懐かしのテレビアニメや特撮番組の名場面を紹介。1977年には手塚治虫がゲスト出演し、自身が主催する「手塚プロダクション」のアニメ製作風景や、同プロが製作しアトム（『鉄腕アトム』）・サファイア（『リボンの騎士』）・レオ（『ジャングル大帝』）が登場するミニアニメを放送した。また1979年には放送間近の『ザ☆ウルトラマン』も紹介。

ヒットVTRシリーズ
- 『ヒットTVマンガ』に次ぐ常連企画。TBSに当時残っていたVTR（キネコも含む）から、『TBS歌謡曲ベストテン』・『TBS歌のグランプリ』といったメジャー系や、『スーパースターメロディ』（司会・宮尾たか志。参天製薬一社提供）・『7時にあいまショー』・『染五郎とともに』などのマイナー系といった音楽番組を紹介。司会は堺正章・近田春夫ほか。

世界のスーパーカー
- スーパーカーブーム時に放送。世界の様々なスーパーカーを紹介。

戦う!ウルトラ忍者軍団 これが特殊部隊だ
- グリーンベレーを紹介する。ナレーター：小林清志。2001年刊行『TBS50年史』付属のDVDに収録。

プロボクシング世界タイトルマッチ中継
- 主に具志堅用高（元：WBA世界ジュニアフライ級王者）のタイトルマッチを放送。

一方、プロ野球中継は本枠扱いはされない。また次の様な枠外番組もある。
- 日本有線大賞
第9回（1976年12月5日放送）から第12回（1979年12月2日放送）までを19:30 - 20:55で放送。廃枠後も第15回まで同枠で放送後、第16回から金曜日に放送を移動した。
- お正月だョ!全員集合（1978年1月1日放送。19:30 - 20:55）
前日（土曜）の1977年12月31日に『第19回日本レコード大賞』本戦中継（19:00 - 20:55）が編成されたため、土曜20:00の『8時だョ!全員集合』の差し替え版として放送した。このため、当時ザ・ドリフターズがレギュラー出演していた『新春スターかくし芸大会』（フジテレビ系列）の1978年大会は通常の元日放送は出来ず、翌2日に放送された。
- 第20回日本レコード大賞（双方とも19:00 - 20:55）
  - ノミネート中継（1978年10月29日放送）
  - 本線中継（1978年12月31日放送）

また、本枠で放送される予定だったが直前になって中止となった番組もあり、以下のものがあった。
- 『燃えろ！新婚200人!!ヨーロッパ横断ハネムーン勝ち抜き大合戦』
全国から新婚夫婦100組を募集し、成田空港を1979年9月17日に出発、アムステルダムからパリ、ローマから決勝地のアテネまで12日間にわたって回り、それぞれの経由地で出場者はクイズやゲームに挑戦。優勝者には賞金80万円と20万円相当の賞品が贈られるというものだった（日本テレビ『アメリカ横断ウルトラクイズ』と同形式）[1]。しかし、「優勝出来なければ参加費用（一人当たり39万8千円）は全額自己負担」という条件の厳しさ[2]もあって参加者が100組集まらず、プロデューサー曰く「応募期間が2か月（7月上旬〜8月末）だったのも短かった」ということで、内容変更しても無理があるという理由から断念した。なお、この企画は1979年10月14日と翌週10月21日放送予定だった[3]が、代わりにこの両日は「一瞬に崩壊！超高層ビル大爆破!!」（10月14日）、「恐怖！イタリア誘かい軍団の全貌」（10月21日）を放送した。

## 放送局
- TBS：日曜 20:00 - 20:55
- 新潟放送：日曜 20:00 - 20:55[4]
- 北陸放送：日曜 20:00 - 20:55[4]

## その他
本番組の放送期間中に、フジテレビ系列局のテレビ熊本（TKU）で日曜15:00 - 16:25に『日曜・特バン』の番組名の特別番組枠があったが、こちらは『木曜スペシャル』（日本テレビまたは読売テレビ制作）を改題して約1ヶ月遅れで放送したものであり、本番組とは別である。なお、熊本県では熊本放送（RKK）が日曜19:30 - 20:55枠で日本テレビからの同時ネット番組を編成していたため本番組は放送されていなかった。